# Loraphodius lebruni
Loraphodius lebruni är en skalbaggsart som beskrevs av Renaud Maurice Adrien Paulian 1939. Loraphodius lebruni ingår i släktet Loraphodius och familjen Aphodiidae. Inga underarter finns listade i Catalogue of Life.